# Застава Дубровника
Застава Дубровника, позната и као Застава Светог Влаха, лексиколошки је и историјски симбол града Дубровника. Застава је усвојена током деведесетих година 20. вијека, а поријекло води од заставе Дубровачке републике. Први пут се помиње у статуту Дубровника 1272. године и у употреби је била све до нестанка Републике 1808. године. Секундарна историјска застава је Libertas (лат. слобода), названа по крилатици Дубровника, и кориштена је поред заставе Светог Влаха.

## Опис
Застава Дубровника има бијелу подлогу на у средини се налази светац заштитник града, Свети Влахо. Свети Влахо носи бискупску орнату са мисницом и жутим украсом, десном руком даје благослов, док у лијевој руци држи макету Дубровника и бискупски штап. Са обје стране Светог Влаха налазе се иницијали жуте боје, десно S (лат. Sanctus), а лијево B (лат. Blasius). Пропорције заставе су 2:3, а уобичајена је и пропорција 1:2 када се истиче заједно са заставом Републике Хрватске.

## Libertas
Libertas је секундарна застава Дубровника. Као и примарна застава Светох Влаха, и Libertas има дугу историју. Настала је у Дубровачкој републици и кориштена је као секундарна застава у разним варијацијама, са натписом Libertas, што је и мото Дубровника.

## Употреба
Застава Светог Влаха се истиче у различитим приликама. Током годишњег фестивала Светог Влаха градске власти су омогућиле истицање варијација градске заставе на привременом јарболу у Страдуну. Застава Libertas се повремено истиче на Дубровачком бедему. Градско вијеће Дубровника је 27. августа 2002. године одредило да се на Орландовом ступу сваки дан истиче застава Хрватске, осим током дана Светог Валаха када се умјесто ње истиче градска застава. Иста одредба прописује да застава Libertas на Орландовом ступу виси током Дубровачких љетњих игара.

## ЗаставеДубровачке републике
- Народна застава Републике
- Застава на државним зградама и бродовима
- Цивилна поморска застава Републике
- Секундарна поморска застава

## Историјски примери
- Средина оригиналног барјака Републике старог више од 200 год.
- Приказ светог Влаха кориштен у историјским заставама
- Барјактар са државним барјаком
- Брод "Ла Пиццина Естер" са цивилним поморским барјаком
- Брод са секундарним барјаком